# Don César de Bazan
Don César de Bazan es una opéra comique en cuatro actos con música de Jules Massenet y libreto en francés de Adolphe d'Ennery, y Jules de Chantepie, basado en la obra de teatro homónima de Adolphe d'Ennery y Dumanoir, que a su vez se inspiraba en el Ruy Blas de Victor Hugo. Se estrenó en la Opéra-Comique el 30 de noviembre de 1872.

## Personajes
| Personaje             | Tesitura     | Reparto del estreno, 30 de noviembre de 1872 (Director: Adolphe Deloffre) |
| --------------------- | ------------ | ------------------------------------------------------------------------- |
| Maritana              | soprano      | Marguérite-Marie Sophie Pollart "Priola"                                  |
| Lazarille, un chico   | mezzosoprano | Galli-Marié                                                               |
| Carlos II de España   | tenor        | Paul Lhérie                                                               |
| Don César             | barítono     | Jacques Bouhy                                                             |
| Don José de Santarém  | barítono     | Neveu                                                                     |
| Capitán de la guardia | bajo         | François Bernard                                                          |